# Joana Soares
Pour les articles homonymes, voir Soares.
Joana Soares, née le 8 septembre 1993 à Câmara de Lobos, est une coureuse de fond portugaise spécialisée en 3 000 mètres steeple et en kilomètre vertical. Elle a remporté 19 titres de championne du Portugal dont six en 3 000 mètres steeple.

## Biographie
Joana se révèle en 2013 en remportant la victoire de la Volta à Cidade do Funchal.
Elle se spécialise par la suite sur la discipline du 3 000 mètres steeple et seditingue en 2015 en remportant le titre de championne du Portugal espoirs à Pombal puis en remportant son premier titre national senior à Leiria en 10 min 21 s 47.
Elle pratique également la course en montagne et le skyrunning de manière marginale. Le 31 mai, elle domine aisément le Santana Vertical Kilometer et établit un nouveau record féminin du parcours en 48 min 30 s. L'épreuve comptant comme championnats du Portugal de la spécialité, elle remporte le titre. Sa victoire lui vaut d'être sélectionnée pour l'épreuve du kilomètre vertical des championnats d'Europe de skyrunning à Bognanco. Bien qu'elle n'en fasse pas un objectif, elle y prend part et se classe neuvième.
En 2020, elle étoffe son palmarès en remportant le titre national du 3 000 mètres en salle en 9 min 16 s 76 à Pombal et du 2 000 mètres steeple à Lisbonne, qui remplace cette année-là le 3 000 mètres steeple. Le 20 septembre, elle défend avec succès son titre de championne du Portugal du kilomètre vertical à São Vicente.
Le 27 juin 2021, elle remporte son cinquième titre de championne du Portugal du 3 000 mètres steeple, confirmant sa dominiation de la discipline sur la scène nationale. Elle participe également aux deux manches du VK Open Championship courues à Madère qu'elle remporte.
En février 2022, elle prend part à l'édition inaugurale des championnats du monde de SkySnow à Sierra Nevada. Tandis que la Suédoise Sanna El Kott lève le pied après avoir mené la première partie de course de l'épreuve classique, Joana talonne l'Espagnole Virginia Pérez pour tenter de récupérer la tête de course. Mais cette dernière tient bon et Joana doit se contenter de la médaille d'argent.

## Palmarès

### Piste
| Année | Compétition                                                     | Lieu     | Place | Épreuve         | Temps          |
| ----- | --------------------------------------------------------------- | -------- | ----- | --------------- | -------------- |
| 2015  | Championnats du Portugal d'athlétisme                           | Leiria   | 1re   | 3 000 m steeple | 10 min 21 s 47 |
| 2016  | Championnats du Portugal d'athlétisme                           | Maia     | 1re   | 3 000 m steeple | 10 min 29 s 49 |
| 2017  | Championnats d'Europe d'athlétisme par équipes (Première Ligue) | Vaasa    | 8e    | 3 000 m steeple | 10 min 28 s 27 |
| 2017  | Championnats du Portugal d'athlétisme                           | Vagos    | 1re   | 3 000 m steeple | 10 min 24 s 10 |
| 2019  | Championnats du Portugal d'athlétisme                           | Lisbonne | 1re   | 3 000 m steeple | 9 min 58 s 94  |
| 2019  | Championnats d'Europe d'athlétisme par équipes (Première Ligue) | Sandnes  | 4e    | 3 000 m steeple | 10 min 0 s 73  |
| 2020  | Championnats du Portugal d'athlétisme en salle                  | Pombal   | 1re   | 3 000 m         | 9 min 16 s 76  |
| 2020  | Championnats du Portugal d'athlétisme                           | Lisbonne | 1re   | 2 000 m steeple | 6 min 9 s 59   |
| 2021  | Championnats d'Europe d'athlétisme par équipes (Super Ligue)    | Chorzów  | 6e    | 3 000 m steeple | 9 min 58 s 63  |
| 2021  | Championnats du Portugal d'athlétisme                           | Maia     | 1re   | 3 000 m steeple | 10 min 4 s 82  |
| 2022  | Championnats du Portugal d'athlétisme en salle                  | Pombal   | 1re   | 3 000 m         | 9 min 32 s 67  |
| 2022  | Championnats ibéro-américains d'athlétisme                      | La Nucia | 7e    | 3 000 m steeple | 9 min 56 s 27  |
| 2022  | Championnats du Portugal d'athlétisme                           | Leiria   | 1re   | 3 000 m steeple | 9 min 39 s 18  |

### Skyrunning
| no  | féminin            | Course                                                   | Longueur | Départ            | Temps           |
| --- | ------------------ | -------------------------------------------------------- | -------- | ----------------- | --------------- |
| 6e  | Médaille d'or      | Santana SkyTrail                                         | 21 km    | 9 juin 2014       | 1 h 57 min 45 s |
| 12e | Médaille d'or      | Santana Vertical Kilometer                               | 4,8 km   | 31 mai 2019       | 48 min 3 s      |
| 62e | 9e                 | Championnats d'Europe de skyrunning - Kilomètre vertical | 3,4 km   | 5 septembre 2019  | 49 min 26 s     |
| 11e | Médaille d'or      | Championnats du Portugal de kilomètre vertical           | 3,3 km   | 20 septembre 2020 | 43 min 29 s     |
| 8e  | Médaille d'or      | KM Vertical Câmara de Lobos                              | 4,3 km   | 28 août 2021      | 44 min 18 s     |
| 7e  | Médaille d'or      | Santana Vertical Kilometer                               | 4,8 km   | 8 octobre 2021    | 46 min 35 s     |
| 9e  | Médaille d'or      | Championnats du Portugal de kilomètre vertical           | 3,8 km   | 17 octobre 2021   | 43 min 24 s     |
| 8e  | Médaille d'or      | KM Vertical Câmara de Lobos                              | 4,3 km   | 5 mars 2022       | 44 min 38 s     |
| 20e | Médaille de bronze | KV do Fanal                                              | 3,98 km  | 13 octobre 2024   | 47 min 35 s     |
| 12e | Médaille d'or      | Santana Vertical Kilometer                               | 4,8 km   | 13 juin 2025      | 50 min 8 s      |

### Course en montagne
| no  | féminin       | Course                                                              | Longueur | Départ          | Temps          |
| --- | ------------- | ------------------------------------------------------------------- | -------- | --------------- | -------------- |
| 12e | Médaille d'or | Championnats du Portugal de course en montagne                      | 9,7 km   | 3 octobre 2021  | 56 min 13 s    |
| 18e | Médaille d'or | Championnats du Portugal de course en montagne                      | 10,0 km  | 5 juin 2022     | 50 min 19 s    |
| 25e | Médaille d'or | Championnats du Portugal de course en montagne                      | 10,0 km  | 30 avril 2023   | 55 min 8 s     |
| 25e | Médaille d'or | Championnats du Portugal de course en montagne - montée et descente | 12,0 km  | 21 avril 2024   | 1 h 1 min 48 s |
| 21e | Médaille d'or | Championnats du Portugal de course en montagne - montée             | 6,0 km   | 9 mai 2025      | 38 min 36 s    |
| 28e | Médaille d'or | Championnats du Portugal de course en montagne - montée et descente | 12,0 km  | 26 juillet 2025 | 1 h 0 min 43 s |

## Records
| Épreuve         | Épreuve         | Performance    | Date             | Lieu          |
| --------------- | --------------- | -------------- | ---------------- | ------------- |
| 800 mètres      | Plein air       | 2 min 11 s 62  | 21 juillet 2019  | Lisbonne      |
| 800 mètres      | En salle        | 2 min 13 s 97  | 19 février 2017  | Pombal        |
| 1 500 mètres    | Plein air       | 4 min 20 s 70  | 18 juillet 2020  | Funchal       |
| 1 500 mètres    | En salle        | 4 min 24 s 46  | 13 février 2021  | Braga         |
| Mile            | Plein air       | 4 min 55 s 09  | 22 décembre 2019 | Ribeira Brava |
| 3 000 mètres    | Plein air       | 9 min 15 s 05  | 19 juillet 2020  | Funchal       |
| 3 000 mètres    | En salle        | 9 min 16 s 76  | 1er mars 2020    | Pombal        |
| 10 000 mètres   | 10 000 mètres   | 36 min 43 s 06 | 23 mars 2019     | Ribeira Brava |
| 400 m haies     | 400 m haies     | 1 min 4 s 20   | 15 juillet 2018  | Funchal       |
| 2 000 m steeple | 2 000 m steeple | 6 min 9 s 85   | 25 juillet 2020  | Ribeira Brava |
| 3 000 m steeple | 3 000 m steeple | 9 min 55 s 86  | 27 juillet 2019  | Leiria        |